# 克魯舍利尼齊亞河
克魯舍利尼齊亞河（烏克蘭語：Крушельниця），是烏克蘭的河流，位於該國西部，屬於斯特雷河的右支流，流經利沃夫州，河道全長14公里，流域面積36平方公里。